# Historia Kamerunu

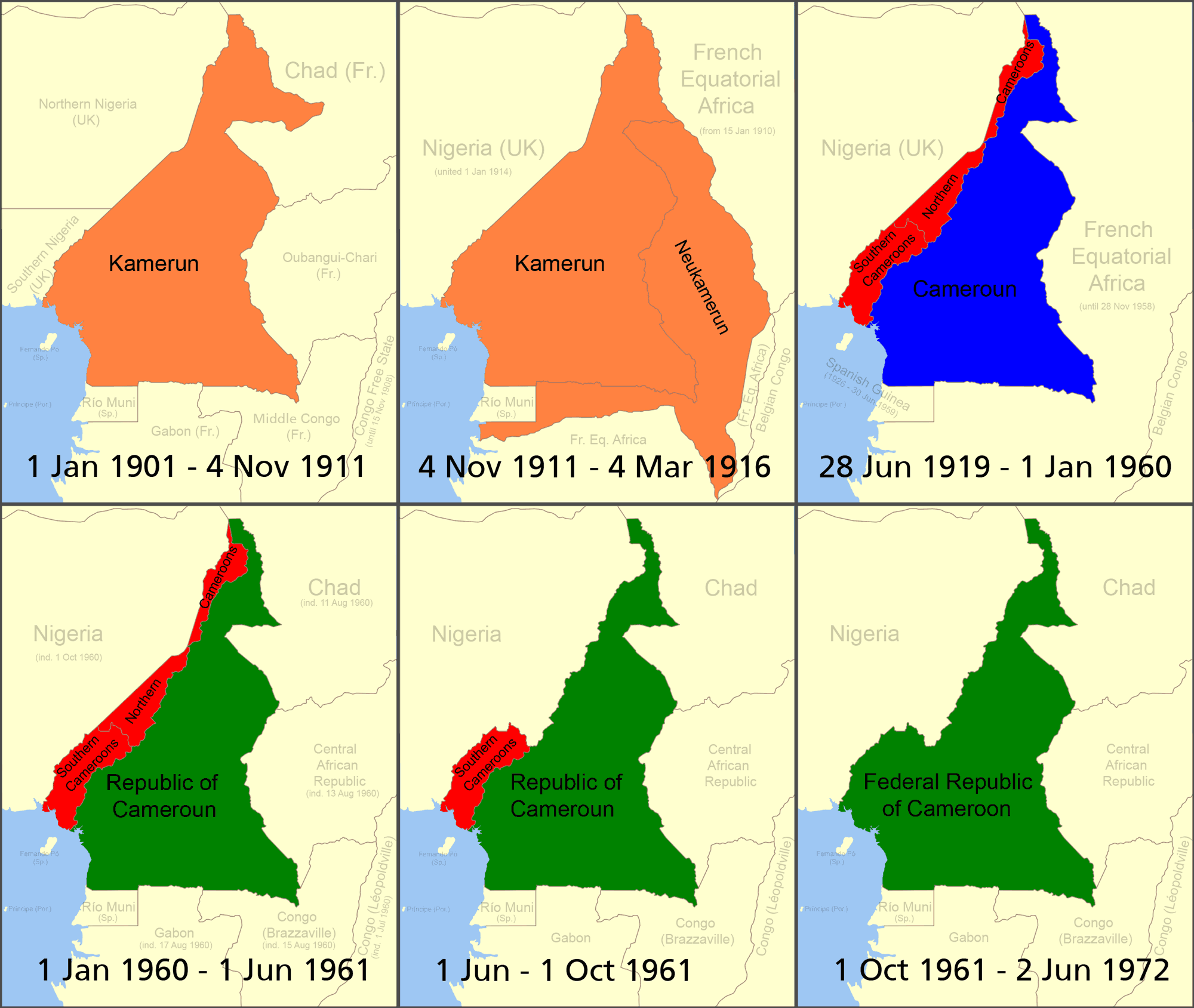
Kamerun w XX wieku
Niemiecka kolonia
Brytyjski Kamerun
Francuski Kamerun
Republika Kamerunu

     Niemiecka kolonia
     Brytyjski Kamerun
     Francuski Kamerun
     Republika Kamerunu

## Historia najdawniejsza
Pierwszymi mieszkańcami terenów obecnego państwa Kamerun byli najprawdopodobniej Pigmeje. Zamieszkują oni zresztą do dziś lasy na południu kraju. Ludy Bantu, zamieszkujące dużą część środkowej i południowej Afryki, wywodzą się z kameruńskich wyżyn, skąd rozpoczęły swoją migrację.
Pod koniec XVIII w. koczowniczy muzułmanie – lud Fulbe, pochodzący z Sahelu – podbili tereny Kamerunu, wypierając lub podporządkowując sobie ludność miejscową.
Portugalczycy dotarli do wybrzeży Kamerunu już na początku XVI w., jednak malaria zahamowała osadnictwo europejskie i próby podboju aż do drugiej połowy XIX wieku. Wtedy to, za sprawą chininy, postępy stały się łatwiejsze. Nieliczne faktorie nadbrzeżne obracały różnymi towarami, jak również niewolnikami. Pod koniec XIX w. powstały pierwsze misje chrześcijańskie.

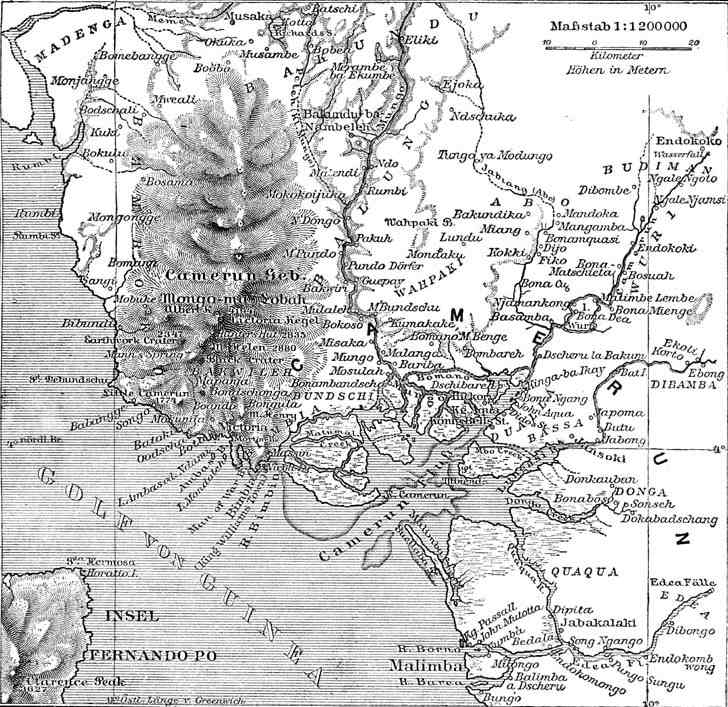
Mapa historyczna Kamerunu z 1888 r.

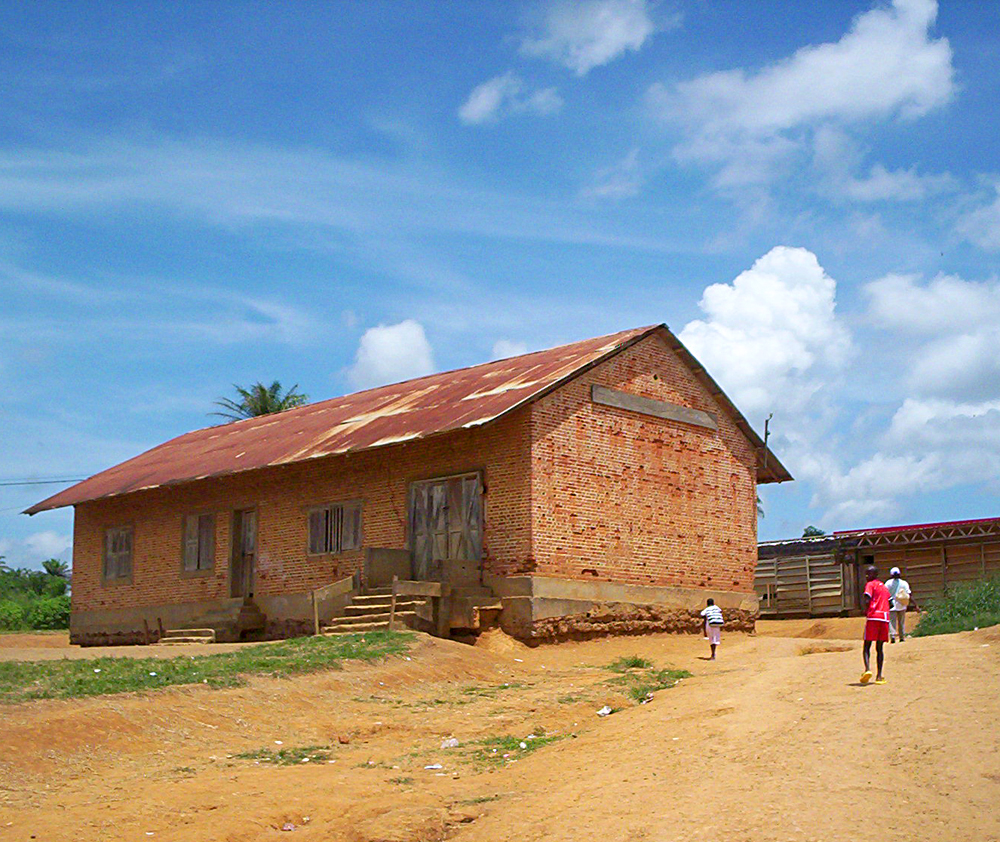
Zbudowany przez Niemców budynek w Ambam, obecnie używany jako szkoła

## Era kolonialna
5 lipca 1884 Kamerun (w tym tereny, które w wyniku plebiscytu w 1961 r. włączono do Nigerii), stał się kolonią niemiecką ze stolicą w Buéa, przeniesioną później do Jaunde. Po I wojnie światowej Kamerun był terytorium mandatowym Ligi Narodów, podzielonym pomiędzy Wielką Brytanię i Francję. Część brytyjska była administrowana z Lagos, zaś francuska – z Jaunde.
W 1955 r. zdelegalizowana partia Związek Ludów Kamerunu (Union of the Peoples of Cameroon – UPC), do której należeli członkowie ludów Bamileke i Bassa, a która działała we francuskiej części kraju, rozpoczęła zbrojne działania, mające na celu uzyskanie niepodległości dla Kamerunu. Walki trwały, tracąc na intensywności, nawet po przyznaniu niepodległości. Liczbę ofiar ocenia się na kilkadziesiąt do kilkuset tysięcy.

## Niepodległość
Francuska część kraju uzyskała niepodległość w 1960 r. jako Republika Kamerunu. W lutym 1961 r. przeprowadzono plebiscyt, mający zdecydować o przyszłości brytyjskiej części Kamerunu. W jego wyniku 2/3 terytorium na północy (zamieszkane głównie przez ludność muzułmańską) przyłączyło się w maju do Nigerii, zaś południowa 1/3 (przeważnie chrześcijańska) przyłączyła się w październiku do Republiki Kamerunu, tworząc Federalną Republikę Kamerunu. Francuska i brytyjska część nowej republiki uzyskała autonomię. Ahmadou Ahidjo – francuskojęzyczny Fulbe – został pierwszym prezydentem kraju. Ahidjo, opierając się na siłach bezpieczeństwa, zdelegalizował w 1966 r. wszystkie partie polityczne poza swoją. W 1970 r. stłumił rebelię UPC. W 1972 r. wprowadzono nową konstytucję, znoszącą federację, a ustanawiającą państwo unitarne.
W 1982 r. Ahidjo zrezygnował z urzędu i został na mocy konstytucji zastąpiony przez premiera Paula Biya’ę, pochodzącego z ludu Beti-Pahuin. Ahidjo żałował później, że to Biya został jego następcą, lecz zorganizowany przez jego współpracowników w 1984 zamach stanu nie powiódł się. Biya wygrał przeprowadzone w 1983 i 1984 r. wybory prezydenckie, w których był jedynym kandydatem. Wielopartyjne wybory w 1992 i 1997 r. wygrała jego partia – CPDM, jednak istnieją podejrzenia, iż nie były one uczciwe.
W 2017 roku anglofońscy separatyści na terenie Regionu Północno-Zachodniego i Regionu Południowo-Zachodniego ogłosili niepodległość Ambazonii.